# Sega Card
 (avril 2024).
Si vous disposez d'ouvrages ou d'articles de référence ou si vous connaissez des sites web de qualité traitant du thème abordé ici, merci de compléter l'article en donnant les références utiles à sa vérifiabilité et en les liant à la section « Notes et références ».
La Sega Card, connue au Japon sous le nom Sega My Card, est un format de carte mémoire utilisé comme stockage de jeu pour les consoles SG-1000 et Master System. Produites de 1985 à 1987 par Mitsubishi Plastics, les cartes se branchent à des lecteurs de cartes embarqués ou à des adaptateurs compatibles. Plusieurs versions du format sont créées, dont une réinscriptible qui permet de télécharger de nouveaux titres sur la carte. Bien que nettement moins cher à produire que les cartouches, les limitations de stockage du format aboutissent à ce que Sega procède exclusivement à une distribution des jeux sur cartouches. Malgré l'échec de la Sega Card, NEC trouve plus de succès avec son propre format de carte mémoire, l'HuCard, qui est alors un support de stockage primaire pour sa console de jeu, la PC-Engine.

## Historique
Le format a été lancé en 1985 sur le marché japonais, sous le nom de My Card. Au départ, il était destiné aux consoles des séries SC-3000 et SG-1000, via un accessoire optionnel, le Card Catcher. Les plates-formes Sega ultérieures, le Sega Mark III et le Master System original, ont des fentes intégrées pour les cartes. L'objectif de ce format était de fournir des moyens de distribution moins coûteux que les cartouches de jeu cartouches plus conventionnelles. Le produit Sega Card est constitué de moins de matériaux et son emballage est plus petit. Les cartes Sega, bien que moins chères que les cartouches, ont des capacités de stockage nettement inférieures (4 à 32 Ko de ROM) à celles des cartouches contemporaines, qui ont de 16 à 512 Ko de ROM. Au fur et à mesure que les jeux devenaient plus volumineux, les cartes ont progressivement cessé d'être commercialisées. La dernière sortie, au Japon, a été Woody Pop, le 15 mars 1987.
La société Sega n'a publié qu'une douzaine de jeux dans ce format pour le Mark III/Master System (en 1986-1987) avant de se consacrer uniquement à la production de cartouches de jeu. Le Master System II, un modèle révisé de la console, ne prend pas en charge les cartes Sega, et tous les jeux Sega Card sortis en Europe ont finalement été réédités sous forme de cartouches, reflétant l'abandon des cartes par Sega.
Des formats similaires mais incompatibles, également fabriqués par Mitsubishi Plastics, sont utilisés par d'autres ordinateurs et consoles : la Bee Card sur le MSX, et la HuCard sur le NEC PC Engine.